# علي رضا أفزاليبور
علي رضا أفزاليبور (بالفارسية: علیرضا افضلی‌پور)‏ (26 مارس 1909 في تفرش - 7 أبريل 1993 ) مهندس، ورائد أعمال، وشخصية أعمال، وعالم من إيران.